# Jean Baptiste Van Merlen
Jean Baptiste Van Merlen, né le 11 mai 1772 (1er juin 1773 d'après le SEHRI) à Anvers et mort le 18 juin 1815 à Waterloo, est un officier de cavalerie belge au service de la Hollande et de la France pendant les guerres de la Révolution française et du Premier Empire.

## Carrière
Entré comme volontaire au service du Brabant en 1788, il se fait remarquer dans les rangs de Van der Meersch qui voulut secouer le joug de Joseph II d'Autriche en 1789 (Révolution Belgique et pas révolution Belge 1830). Il passe au service de la France le 15 juillet 1792, comme lieutenant au sein du 1er régiment belge. Intégré à l'armée du Nord, il effectue alors les campagnes de 1793 et 1794 qui conduisent à la création de la République Batave. En 1795, il passe au service de la nouvelle république et intègre la garde royale du nouveau souverain Louis Ier en 1806.
Se distingue à Austerlitz et participe à toutes les grandes batailles.
En 1808 en tant qu'officier (puis commandant) du 3e régiment de hussards, il prend part dans la Brigade hollandaise, qui va se battre dans la guerre d'indépendance espagnole.
En 1810, lors de l'annexion de la Hollande par la France, il passe comme colonel au 2e régiment de chevau-légers lanciers de la Garde impériale formé à partir de son ancien régiment de hussards de la garde royale. Il sert alors en Espagne. Il est fait général de brigade le 12 janvier 1813 et combat au sein de la Grande Armée lors de la campagne d'Allemagne et le début de la campagne de France avant d'être fait prisonnier à la fin janvier 1814.
A la chute de l'empire le général van Merlen recouvra sa liberté. 
Après la proclamation de l'indépendance des Pays-Bas, englobant l'actuelle Belgique, par Guillaume Ier, Jean Baptiste Van Merlen intègre l'armée du nouvel Étatet fut admis avec son grade dans l'armée des Pays-Bas.
À ce titre, il combat les armées françaises lors de la campagne de Waterloo. À la tête d'une brigade de cavalerie, il charge aux Quatre Bras. Placé en réserve au centre du dispositif anglo-hollandais pendant la bataille de Waterloo, il mène plusieurs contre-charges face aux cuirassiers français.C'est ainsi qu'il fut à la tête des Dragons Légers n° 5 (avec le lieutenant-colonel Édouard de Mercx, né à Bruxelles le 3 mai 1788) à Waterloo face au Général Ney. Il est mortellement blessé par un boulet lors de la grande charge de la cavalerie alliée, il fut transporté dans une cabane du Mont Saint-Jean (près de Haie-Sainte) ou il expira en fin d'après-midi.